# Río Yutanume
Río Yutanume är en ort i Mexiko.   Den ligger i kommunen San Andrés Nuxiño och delstaten Oaxaca, i den sydöstra delen av landet, 300 km sydost om huvudstaden Mexico City. Río Yutanume ligger 1 936 meter över havet och antalet invånare är 154.
Terrängen runt Río Yutanume är lite kuperad. Runt Río Yutanume är det ganska glesbefolkat, med 43 invånare per kvadratkilometer. Närmaste större samhälle är San Mateo Sosola, 16,2 km norr om Río Yutanume. I omgivningarna runt Río Yutanume växer huvudsakligen savannskog.